# 拉库尔圣皮埃尔
拉库尔圣皮埃尔（法語：Lacourt-Saint-Pierre，法語發音：[lakuʁ sɛ̃ pjɛʁ]）是法国奥克西塔尼大区塔恩-加龙省的一个市镇，位于该省中南部，蒙托邦市区西南，属于蒙托邦区。

## 地理
拉库尔圣皮埃尔（43°59'9"N, 1°15'51"E）面积14.77 平方千米，位于法国奧克西塔尼大區塔恩-加龙省，该省份为法国西南部内陆省份，北起顺时针与洛特省、阿韦龙省、塔恩省、上加龙省、热尔省和洛特-加龙省接壤。
与拉库尔圣皮埃尔接壤的市镇（或旧市镇、城区）包括：布雷索勒、埃斯卡塔朗、蒙托邦、蒙伯通、蒙泰什。

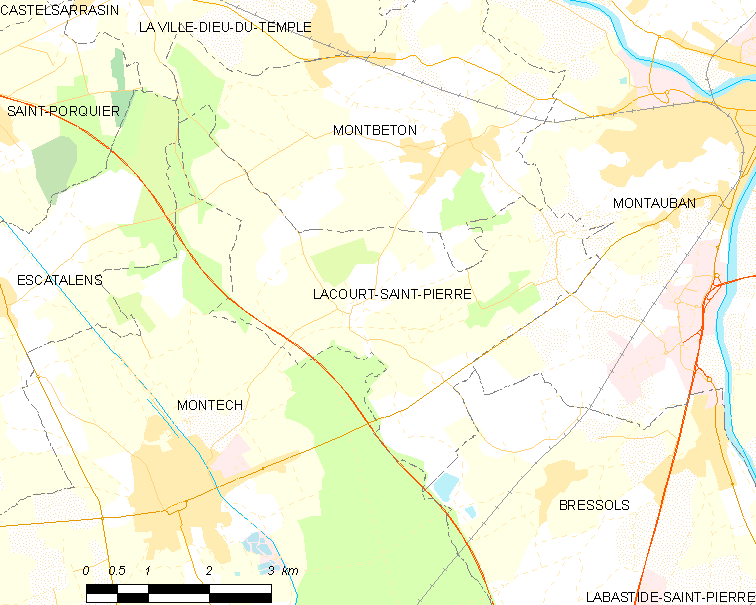
拉库尔圣皮埃尔的OSM定位图

拉库尔圣皮埃尔的时区为UTC+01:00、UTC+02:00（夏令时）。

## 行政
拉库尔圣皮埃尔的邮政编码为82290，INSEE市镇编码为82085。

## 政治
拉库尔圣皮埃尔所属的省级选区为蒙泰什县。

## 人口

1962-2008年间拉库尔圣皮埃尔人口变化图示

拉库尔圣皮埃尔于2022年1月1日时的人口数量为1265人。